# Eleonora de’ Medici

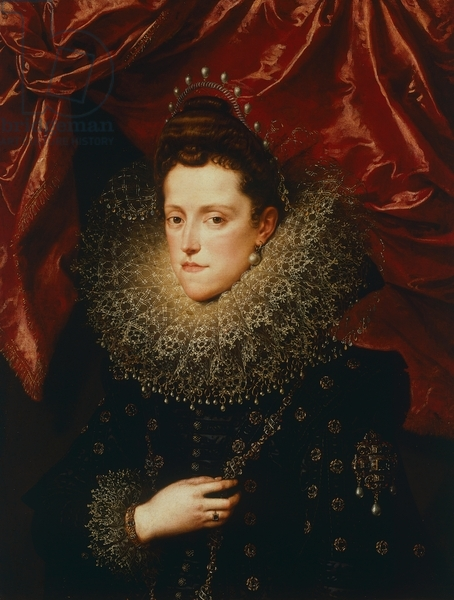
Frans Pourbus der Jüngere, Eleonora de’ Medici, zwischen 1590 und 1611, Galleria Palatina

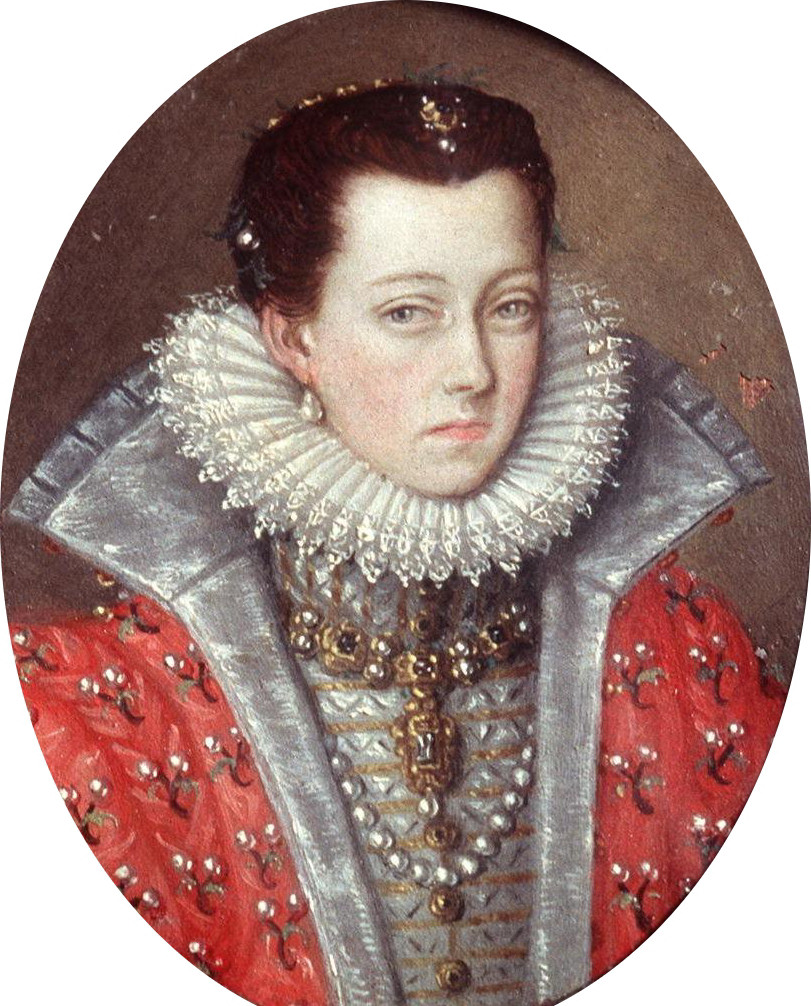
Porträt Eleonora de’ Medicis von Costantino de’ Servi

Eleonora de’ Medici (Eleonora Maria di Francesco de’ Medici; * 28. Februar  1567 in Florenz; † 9. September 1611 in Cavriana) war eine Tochter von Francesco I., Großherzog der Toskana, und der Erzherzogin Johanna von Österreich. Sie war ein Familienmitglied des Hauses der Medici. Durch ihre Ehe mit Vincenzo I. Gonzaga war sie vom 14. August 1587 bis 9. September 1611 Herzogin von Mantua und von  Montferrat.

## Leben
Eleonora wurde in Florenz am 28. Februar 1567 als älteste Tochter von acht Kindern geboren. Ihre Taufe fand im selben Jahr statt.
Es wurde zunächst angenommen, Eleonora würde Heinrich III., Herzog von Anjou, Sohn Heinrichs II. von Frankreich und Caterina de’ Medici, heiraten. Im Jahre 1570 wurde befürchtet, Eleonora hätte Pocken, aber das war nicht der Fall, sie hatte nur Fieber, von dem sie sich erholte. Ihre Eltern und Großvater Cosimo schickten ihr Fläschchen mit Weihwasser, als sie sich von ihrer Krankheit erholte. 
Im Jahre 1574, als Eleonora sieben Jahre alt war, starb ihr Großvater Cosimo, und so wurde ihr Vater Großherzog von Florenz. Im Jahre 1578, als Eleonora elf Jahre war, verstarb ihre Mutter, und ihr Vater heiratete später Bianca Cappello.

## Familie
Eleonora hatte sieben jüngere Geschwister. Eine ihrer Schwestern, Maria de’ Medici, wurde Königin von Frankreich und war die Mutter von Ludwig XIII. Eleonora hatte noch eine Schwester, Anna, die im Alter von 14 Jahren starb. Der Rest von Eleonoras Geschwistern starb im Kindesalter.
Am 29. April 1584  heiratete Eleonora als dessen zweite Gemahlin Vincenzo I. Gonzaga, mit dem sie sechs Kinder hatte:
- Francesco IV. Gonzaga (1586–1612), ab 1612 Herzog von Mantua und Montferrat, ⚭ 1608 Margarete von Savoyen, Tochter des Herzogs Karl Emanuel I.
- Ferdinando Gonzaga (1587–1626), Kardinal 1607, ab 1612 Herzog von Mantua und Montferrat, ⚭ 1) 1615 Camilla Reticina, geschieden 1616, ⚭ 2) 1617 Caterina de’ Medici, Tochter des Großherzogs Ferdinando I. der Toskana
- Guglielmo Domenico Gonzaga (* 4. August 1589; † 13. Mai 1591)
- Margarita Gonzaga (* 2. Oktober 1591; † 7. Februar 1632), ⚭ 24. April 1606 Heinrich II., Herzog von Lothringen
- Vincenzo II. Gonzaga (1594–1627), Kardinal 1615, 1626 Herzog von Mantua und Montferrat, ⚭ 1616 Isabella Gonzaga, Tochter des Alfonso Gonzaga, Markgraf von Novellara
- Eleonora Gonzaga (* 23. September 1598; † 27. Juni 1655), ⚭ 4. Februar 1622 Kaiser Ferdinand II.